# Chrystian I (książę Saksonii-Merseburga)
Chrystian I (ur. 27 października 1615 w Dreźnie, zm. 18 października 1691 w Merseburgu) – książę Saksonii na Merseburgu od 1656 z dynastii Wettynów.

## Życiorys
Chrystian był jednym z licznych synów księcia Saksonii Jana Jerzego I z rodu Wettinów i jego drugiej żony Magdaleny Sybilli, córki księcia Prus Albrechta Fryderyka z rodu Hohenzollernów. W 1653 ojciec powierzył mu administrację dobrami biskupstwa Merseburga, a po śmierci ojca otrzymał także m.in. Łużyce Dolne. Był założycielem linii książąt saskich na Merseburgu. Mimo powierzenia mu części ojcowizny, jego rządy były ograniczone – w rękach starszego brata Jana Jerzego II, księcia-elektora Saksonii, pozostały m.in. sprawy wojskowe i polityka zagraniczna. Odziedziczony kraj był zniszczony w wyniku wojny trzydziestoletniej. To powodowało, że rządy Chrystiana koncentrowały się na odbudowie kraju. Z czasem doszło także do sporu z synem Jana Jerzego II. Chrystian rozbudował zamek Doberlug, obok którego założył miasto Dobrilugk (obecnie część miasta Doberlug-Kirchhain). 

## Rodzina
Żoną Chrystiana była poślubiona w 1650 Chrystiana (1634–1701), córka księcia Szlezwika-Holsztynu-Sonderburga-Glücksburga Filipa. Z tego związku pochodziło jedenaścioro dzieci:
- Magdalena Zofia (1651–1675),
- Jan Jerzy (1652–1654),
- Chrystian II (1653–1694), książę Saksonii-Merseburga,
- August (1655–1715), książę Saksonii-Merseburga-Zörbig,
- ? (1656),
- Filip (1657–1690), książę Saksonii-Merseburga-Lauchstädt,
- Chrystiana (1659–1679), żona Chrystiana, księcia Saksonii-Eisenbergu,
- Zofia Jadwiga (1660–1686), żona Jana Ernesta, księcia Saksonii-Saalfeldu,
- Henryk (1661–1738), książę Saksonii-Merseburga-Sprembergu,
- Maurycy (1662–1664),
- Sybilla Maria (1667–1693), żona Chrystiana Ulryka I, księcia Wirtembergii-Bernstadt[1].

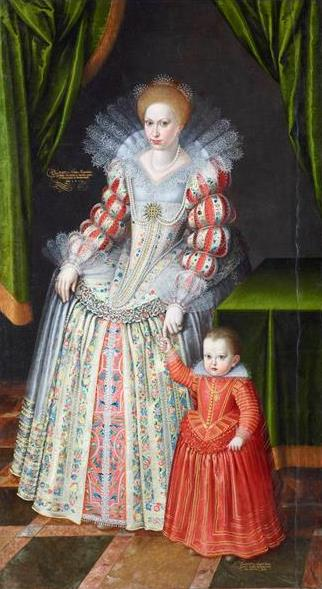
Chrystian z matką
Pole serca herbu